# Khí hậu bán khô hạn

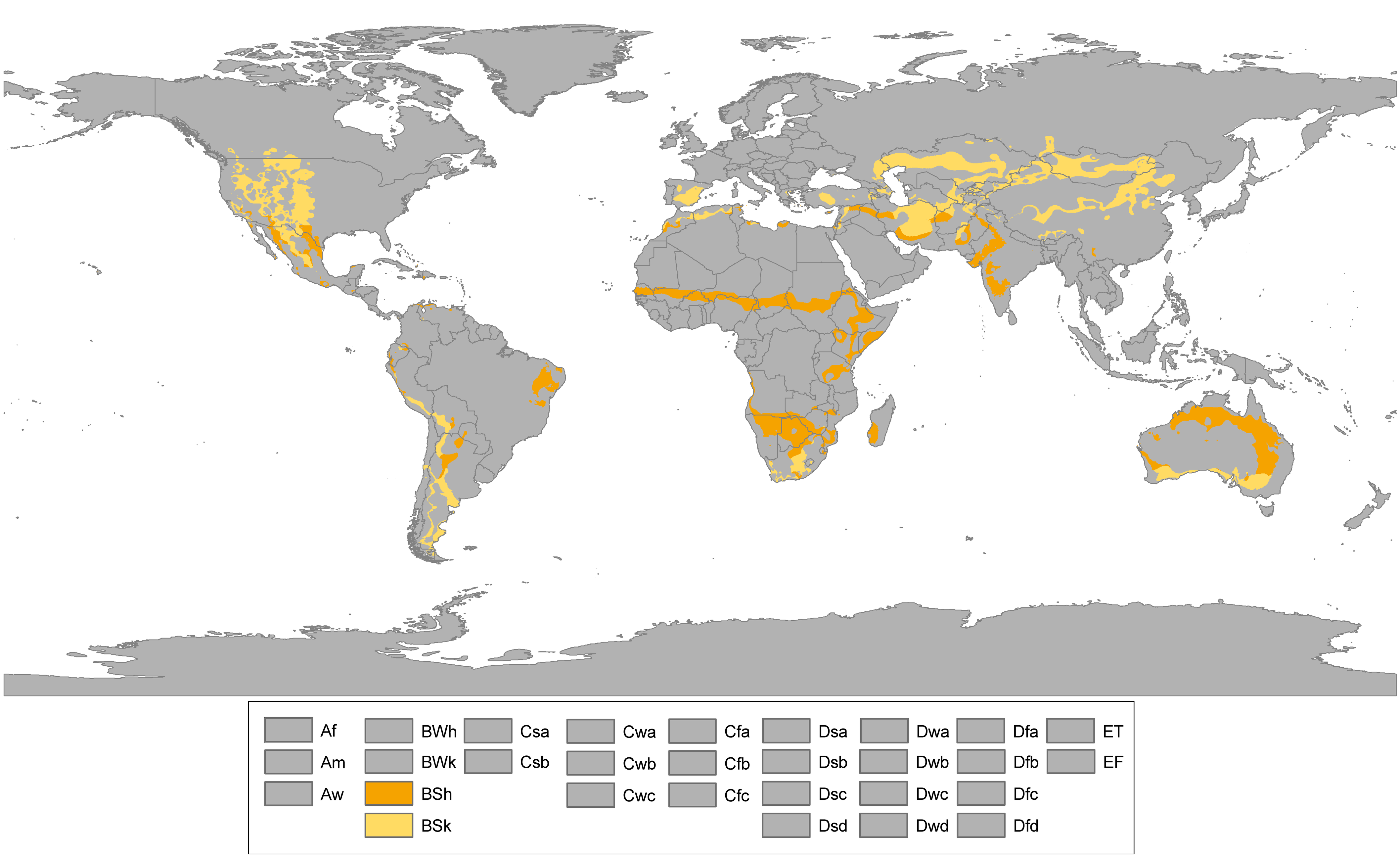
Các vùng có khí hậu bán khô hạn
BSh
BSk

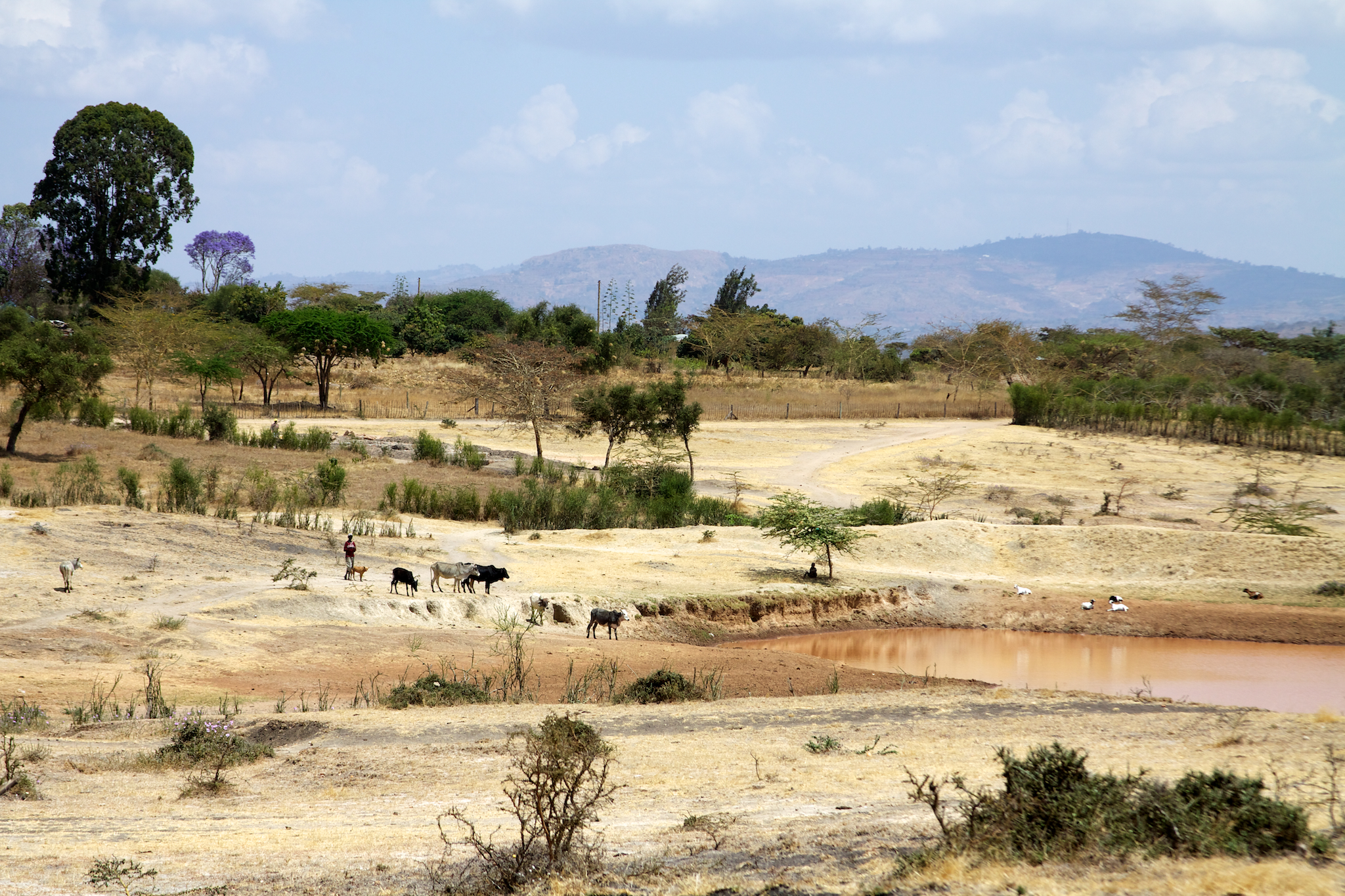
Địa hình bán khô hạn của Machakos

Khí hậu bán khô hạn, còn gọi khí hậu bán hoang mạc hoặc khí hậu thảo nguyên khô, là khí hậu của một vùng miền nhận được lượng mưa dưới thoát hơi nước tiềm năng, nhưng không nhiều.

## Xác định các tính chất của khí hậu bán khô hạn
Một định nghĩa chính xác hơn dựa theo phân loại khí hậu Köppen nghiên cứu khí hậu thảo nguyên (BSk và BSh) là trung gian giữa khí hậu sa mạc (BW) và khí hậu ẩm ướt (A, C, D) ở đặc điểm sinh thái và tiềm năng nông nghiệp. Vùng khí hậu bán khô hạn có xu hướng sinh trưởng thực vật ngắn hoặc cây bụi, với khu vực bán khô hạn thường bị chi phối bởi một trong hai loại cỏ hoặc cây bụi.
Để xác định xem một địa điểm có khí hậu bán khô hạn hay không, trước tiên phải xác định ngưỡng lượng mưa. Phương pháp được sử dụng để tìm ngưỡng thoát nước (tính bằng milimét):
- lấy nhiệt độ trung bình hàng năm tính bằng độ C nhân với 20
  - thêm 280 nếu ít nhất 70% tổng lượng mưa rơi vào nửa năm có mặt trời cao (tháng 4 đến tháng 9 ở bán cầu bắc, tháng 10 đến tháng 3 ở bán cầu nam)
  - thêm 140 nếu 30–70% tổng lượng mưa rơi vào nửa năm có mặt trời cao
  - không thêm gì nếu ít hơn 30% tổng lượng mưa rơi vào nửa năm có nắng cao

Nếu lượng mưa hàng năm của khu vực tính bằng milimét trong khoảng 50-100% ngưỡng thoát nước, nó được phân loại là BS (khí hậu thảo nguyên hoặc bán khô hạn). Nếu dưới 50% thì phân loại khí hậu sa mạc.
Hơn nữa, để phân định vùng khí hậu nửa khô hạn nóng với vùng khí hậu bán khô hạn lạnh, có ba đường đẳng nhiệt được sử dụng rộng rãi: nhiệt độ trung bình hàng năm là 18 ° C (64,4 ° F), hoặc nhiệt độ trung bình là 0 hoặc −3 ° C (32,0 hoặc 26,6 ° F) trong tháng lạnh nhất, do đó, vị trí có khí hậu kiểu BS với nhiệt độ thích hợp trên bất kỳ đường đẳng nhiệt nào đang được sử dụng được phân loại là bán khô hạn nóng (BSh) và vị trí có nhiệt độ thích hợp thấp hơn đường đẳng nhiệt đã cho được phân loại là bán khô hạn lạnh (BSk).

## Mô tả
Đặc trưng của khí hậu thảo nguyên là lượng mưa hơi ít, chủ yếu là mưa vào mùa hạ, không khí khô ráo, cây to khó thể sống được. Mùa Đông ở thảo nguyên thường kéo dài và rất lạnh. Mùa hè ngắn và rất nóng. Nhưng số giờ nắng cả năm tương đối dài, điều kiện tích nhiệt tốt, thích hợp cho đồng cỏ sinh trưởng.

## Khí hậu bán khô hạn nóng
Khí hậu nóng bán khô hạn (kiểu "BSh") có xu hướng nằm trong khoảng vĩ độ 20 đến 30 (vùng nhiệt đới và cận nhiệt đới), thường gần với các vùng xavan nhiệt đới hoặc khí hậu cận nhiệt đới ẩm. Những vùng khí hậu này có xu hướng có mùa hè nóng, đôi khi cực kỳ nóng và mùa đông ấm áp đến mát mẻ, với lượng mưa vừa phải. Khí hậu nóng bán khô hạn thường thấy xung quanh rìa của các sa mạc cận nhiệt đới.
Khí hậu nóng bán khô hạn thường thấy nhất ở Châu Phi, Úc và Nam Á. Ở Úc, một phần lớn vùng Hẻo lánh bao quanh các vùng sa mạc trung tâm nằm trong vùng khí hậu nóng bán khô hạn. Ở Nam Á, cả Ấn Độ và các khu vực của Pakistan đều trải qua các tác động theo mùa của gió mùa và có các mùa ẩm ngắn nhưng được xác định rõ ràng, nhưng không đủ ẩm ướt để đủ điều kiện là khí hậu xavan nhiệt đới.
Khí hậu nóng nửa khô hạn cũng có thể được tìm thấy ở châu Âu, chủ yếu ở Đông Nam Tây Ban Nha và một phần của Hy Lạp, Ý, Bồ Đào Nha và Síp. Cũng ở các vùng của Bắc Mỹ, chẳng hạn như ở México, Quần đảo ABC và các khu vực của Tây Nam Hoa Kỳ, và các vùng của Nam Mỹ như sertão, Gran Chaco, và ở phía cực của sa mạc khô cằn, nơi chúng thường đặc trưng một Địa Trung Hải lượng mưa, với mùa hè thường không mưa và mùa đông ẩm ướt hơn.

## Khí hậu bán khô hạn lạnh
Khí hậu lạnh bán khô hạn (kiểu "BSk") có xu hướng nằm ở phần cao của đới ôn hòa, thường giáp với khí hậu lục địa ẩm hoặc khí hậu Địa Trung Hải. Chúng thường được tìm thấy trong nội thất lục địa cách các vùng nước lớn. Các vùng khí hậu lạnh bán khô hạn thường có mùa hè ấm áp đến khô nóng, mặc dù mùa hè của họ thường không quá nóng như các vùng khí hậu bán khô hạn nóng. Không giống như vùng có khí hậu nửa khô hạn nóng, các khu vực có khí hậu nửa khô hạn lạnh có xu hướng có mùa đông lạnh. Những khu vực này thường thấy một số tuyết rơi trong mùa đông, mặc dù lượng tuyết rơi thấp hơn nhiều so với các địa điểm ở cùng vĩ độ với khí hậu ẩm ướt hơn.
Các khu vực có khí hậu nửa khô hạn lạnh có xu hướng có độ cao cao hơn các khu vực có khí hậu bán khô hạn nóng và có xu hướng có sự thay đổi nhiệt độ lớn giữa ngày và đêm, đôi khi lên tới 20 ° C (36 ° F) hoặc hơn trong đó khung thời gian. Những thay đổi nhiệt độ ban ngày lớn này hiếm khi được nhìn thấy ở các vùng khí hậu nóng bán khô hạn. Các vùng khí hậu lạnh bán khô hạn ở vĩ độ cao hơn có xu hướng có mùa đông khô và mùa hè ẩm ướt hơn, trong khi vùng khí hậu bán khô hạn lạnh ở vĩ độ thấp hơn có xu hướng có kiểu mưa giống với khí hậu cận nhiệt đới hơn, với mùa hè khô, mùa đông tương đối ẩm ướt, và thậm chí mùa xuân ẩm ướt hơn và mùa thu.
Khí hậu lạnh bán khô hạn thường thấy nhất ở Châu Á và Bắc Mỹ. Tuy nhiên, chúng cũng có thể được tìm thấy ở Bắc Phi, Nam Phi, Châu Âu, các khu vực của Nam Mỹ và các khu vực nội địa phía nam Australia (ví dụ Kalgoorlie và Mildura) và New Zealand (xung quanh Alexandra).